# Договор о дружбе и границе между СССР и Германией
Сове́тско-герма́нский догово́р о дру́жбе и грани́це — договор между Советским Союзом и нацистской Германией от 28 сентября 1939 года, подписанный народным комиссаром иностранных дел СССР Молотовым и министром иностранных дел Германии Риббентропом после вторжения в Польшу вооружённых сил Германии и СССР.
Секретные дополнительные протоколы договора корректировали «сферы интересов» Германии и СССР, оговорённые 23 августа того же года в секретном дополнительном протоколе к пакту Молотова — Риббентропа, а также координировали недопущение «польской агитации» на территории захваченной Польши.
Текст договора и карта с линией границы между СССР и Германией были опубликованы в советской печати, дополнительные протоколы (кроме одного, от 4 октября 1939) не публиковались. Обмен ратификационными грамотами состоялся в Берлине 15 декабря 1939 года.
После нападения Германии на Советский Союз 22 июня 1941 года договор о дружбе и границе, как и все остальные советско-германские договоры, утратил свою силу. Например, при заключении соглашения Сикорского — Майского 30 июля 1941 года советское правительство признавало советско-германские договоры 1939 года утратившими силу в части территориальных изменений в Польше.

## Описание
К договору прилагались три протокола — один конфиденциальный и два секретных. Конфиденциальный протокол определял порядок совершения обмена советскими и германскими гражданами между обеими частями разделённой Польши, а секретными корректировались зоны «сфер интересов» СССР и Германии в связи с разделом Польши и предстоящих «специальных мер на литовской территории для защиты интересов советской стороны», а также устанавливались обязательства сторон пресекать на своих территориях любую «польскую агитацию». С этой целью они пришли к соглашению в следующем:

- Статья I

Правительство СССР и Германское правительство устанавливают в качестве границы между обоюдными государственными интересами на территории бывшего Польского государства линию, которая нанесена на прилагаемую при сем карту и более подробно будет описана в дополнительном протоколе.
- Статья II

Обе Стороны признают установленную в статье I границу обоюдных государственных интересов окончательной и устранят всякое вмешательство третьих держав в это решение.
- Статья III

Необходимое государственное переустройство на территории западнее указанной в статье линии производит Германское правительство, на территории восточнее этой линии — Правительство СССР.
- Статья IV

Правительство СССР и Германское правительство рассматривают вышеприведенное переустройство как надежный фундамент для дальнейшего развития дружественных отношений между своими народами.
- Статья V

Этот договор подлежит ратификации. Обмен ратификационными грамотами должен произойти возможно скорее в Берлине. Договор вступает в силу с момента его подписания. Составлен в двух оригиналах, на немецком и русском языках. Москва, 28 сентября 1939 года.
По уполномочию Правительства СССР В. Молотов
За Правительство Германии И. Риббентроп

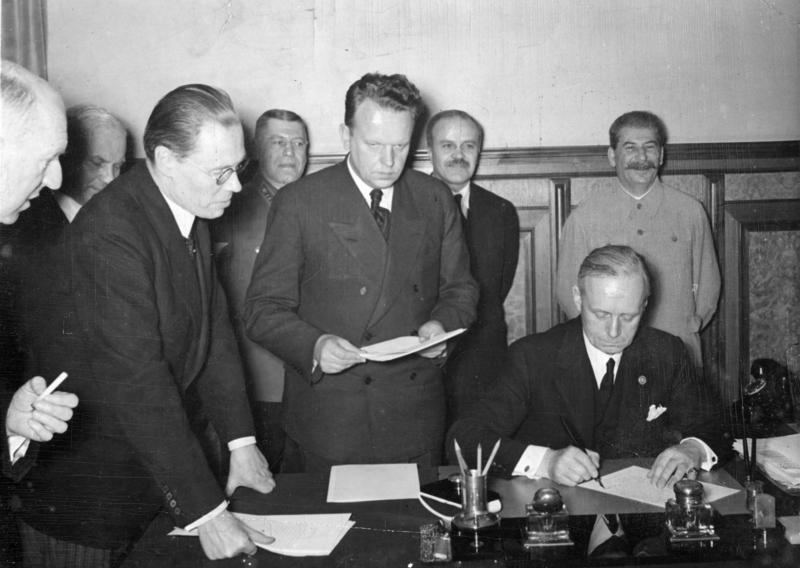
Подписание договора. Слева направо: советник МИД Германии по правовым вопросам Фридрих Гаус, представитель МИД Германии Андор Хенке, переводчик Густав Хильгер, начальник Генштаба РККА Борис Шапошников, посол СССР в Германии Александр Шкварцев, председатель СНК СССР Вячеслав Молотов, министр иностранных дел Германии Иоахим фон Риббентроп, секретарь ЦК ВКП(б) Иосиф Сталин

В ходе вторжения в Польшу немцы заняли Люблинское воеводство и восточную часть Варшавского воеводства, территории которых, в соответствии с Пактом Молотова — Риббентропа, находились в сфере интересов Советского Союза. Для того чтобы компенсировать Советскому Союзу эти потери, к договору был составлен секретный протокол, в соответствии с которым Литва, за исключением небольшой территории Сувалкского района, переходила в сферу влияния СССР. Этот обмен обеспечил Советскому Союзу невмешательство Германии в его отношения с Литвой, что в результате привело к вхождению Литвы в состав Советского Союза и созданию Литовской ССР 15 июня 1940 года.
По дополнительному протоколу СССР и нацистская Германия оговаривали перемещение населения. Германия принимала лиц немецкого происхождения, а СССР — русских, украинцев, белорусов и русинов. СССР отказывался принимать беженцев других национальностей (в основном евреев) и возвращал их обратно в германскую зону оккупации.
В соответствии со статьей V договор вступил в силу 28 сентября 1939 года, а протокол к нему — 4 октября 1939 года.

## Дополнения
10 января 1941 года были заключены Договор о советско-германской границе от реки Игорки до Балтийского моря, а также соглашения о переселении этнических немцев в Германию из Литовской, Латвийской и Эстонской ССР. Эти соглашения включали положения об организации переселения и урегулировании имущественных вопросов, связанных с этим переселением.
Договор также включал пункт, согласно которому Советский Союз обязался выплатить 7,5 млн долларов золотом за передачу Германией юго-западной части Литвы (Сувалковского выступа) которую Красная армия захватила поверх границ, зафиксированных в секретном протоколе Молотова — Риббентропа.